# ストライカーズ1945
『ストライカーズ1945』（Strikers-）は彩京が製作した業務用縦スクロールシューティングゲーム・シリーズ。
本項ではシリーズ1作目である『ストライカーズ1945』（以下、『初代』と表記）の他、続編の『ストライカーズ1945II』（同『II』）、『ストライカーズ1945PLUS』（同『PLUS』）、『ストライカーズ1999』（同『1999』）についても述べる。

## 概要
戦闘機を操って敵機を撃墜していくというオーソドックスなシューティングゲーム。自機がスピットファイアや零戦などの第二次世界大戦で活躍した実在するレシプロ戦闘機であることが特徴。逆に敵は「大戦中に実戦配備に至らなかった新型兵器」という架空のものであり、特にボスは共通して、一見すると戦車や戦艦といった正統な外見だが、ダメージを受けてパーツを破壊されていくことで形態変化を起こし、最終形態ではロボットに変形するというギミックを持っている。また、ゲームが終盤になるにつれていきなり宇宙に行く、宇宙人（と言われている、世界各地で目撃されている地球外生命体）が敵として登場するなど、第二次世界大戦に前後した世界観であるもののSF色が極めて強い。

### 彩京弾
彩京のシューティングゲームに共通して見られる敵の攻撃方法で、自機を嘲るかの如く無造作かつ多方向に極めて高速の弾を撃つものが多く、アドリブで避けることが困難となっている。これは、自機を狙いかつ敵弾が極めて多く弾速が遅い弾幕系シューティングとは対照的なものである。

## システム
8方向レバー+2ボタン（『PLUS』のみ基板設定によってはショットのフルオート連射を含む3ボタン）によって操作する。なお、本シリーズでは敵機に体当たりをしてもミスとはならず、代わりに自機のショット・サブウェポンのレベルが1段階ダウンする。
ショット
ショットボタンでショットを発射する。前方集中タイプと拡散タイプの2種類に大別される。
なお、『1999』においてはパワーアップが最大の時のみ、子機からも発射されるようになる。
サブウェポン
後述する「P」アイテムを1個以上取得していれば、ショットと同時に発射される。『初代』は子機から、『II』以降は自機から発射する。基本的にショットよりも連射が利かない分威力の高いものが多く、その性能は機体によって大きく異なる。

### 溜め撃ち
ショットボタンを長押ししてから離すことで、強力なショットを発射する。
フォーメーションアタック
『初代』の溜め撃ち。子機がフォーメーションを組み、一定時間自動で攻撃する。この間自機はサブウェポンを発射することができない。子機の数によって若干フォーメーションが変化し、子機が存在しない初期状態では使用できない。
ボタンを長押しすることで子機を自機の目の前に集合させて発動準備状態となり、離すことで発動する。長押ししている間は、離すまで準備状態が維持される。機体によってフォーメーションやボタンを長押しにする時間は異なる。
スーパーショット
『II』以降の溜め撃ち。『初代』とは異なり、使用する際はゲージが必要で、ゲージが規定の消費量を満たしていない状態では使用できない。ゲージは敵に攻撃を当てることで徐々に溜まり、その溜まりやすさは機体によって異なる。ボタンを長押しする時間はいずれの作品も全機体共通である。
それぞれ作品によって若干仕様が異なる。
- 『II』 - ゲージを一定量消費し、自機から強力なショットを発射する。3段階に分かれている「レベルゲージ」がLv.1以上溜まった時点から使用可能。操作面は『初代』に準拠している。最大Lv.3まで溜めることが可能で、上位のレベルほど発動に必要なゲージの量が多くなる（Lv.2はLv.1の約2.5倍、Lv.3はLv.2の更に約2.5倍のゲージを溜める必要がある）。レベルに応じてゲージの消費量と攻撃力が増大し、最高レベルであるLv.3ならば殆どの機体がボムよりも強大な威力を発揮する。
- 『PLUS』 - 操作面は『初代』『II』に準拠しているが、ゲージの仕様は『II』『1999』とは異なりレベルの概念が無く、ゲージが満タンまで溜まることにより順次ストックされ、ストックした分だけ連発できるようになっている。最大ストック数は機体によって異なる。
- 『1999』 - 子機から強力なショットを発射する。発射中、基本的に子機は発動した位置に固定される。ゲージの仕様は『II』に準拠しているが、操作面はボタンを長押しした時点で発射され、ゲージはその間徐々に消費し、ボタンを離すことで任意に中断できるように変更されており、『II』に比べてゲージを温存しやすくなっている。なお、発射中は通常のショットもフルオート連射状態となる。

### ボム
ボムボタンを押すことで高火力かつ敵弾をかき消すことが可能なボンバーを発動する。弾数制限があり、全て使い切ってしまうと後述の「B」アイテムを取得するか、ミスになるまで使用不能になる。機体によって性能が大きく異なり、一部の機体は発動した瞬間に宙返りを行い、その間は無敵状態になる。
ボム
『初代』『1999』に登場。自機が爆弾投下や援護機の呼び出しなどを行い、基本的に画面広範囲を攻撃する。
サポートアタック（援護機ボム）
『II』『PLUS』におけるボム。画面下部より援護機を呼び出し、攻撃と同時に敵弾を遮断する盾として自機を援護する。前述のボムに比べて防御的な意味合いが強く、攻撃力の低いものが多い。一定時間援護し続けるか、画面内に敵がいなくなることで退散する。また、『PLUS』に関しては、全機において発動時の宙返りを行わない。
なお、援護機にはいずれも耐久力が設定されており、敵弾を受け止め過ぎると撃墜、または炎上して早々に退散してしまう。

### アイテム
特定の敵を撃破することで、アイテムが出現する。
P
自機のショット・サブウェポンのレベルが1段階アップする。『初代』では子機も追加される。最大4段階（『1999』のみ最大3段階）。全くパワーアップしていない初期状態では、サブウェポンは発射されない。
なお、彩京のシューティングゲームならではの特徴として、自機がほとんどパワーアップしていない状態で画面内にPアイテムが存在しない場合、Pアイテムを持った敵編隊が出現する。
B
ボムが1個ストックされる。『初代』『PLUS』は最大6個まで、『II』『1999』では最大9個までストック可能。
金塊
『初代』『II』『PLUS』に登場。得点が加算される。加算される得点は金塊の光り具合によって200〜2,000点と大きく変化する。また、『PLUS』では最大4,000点の大きな金塊も登場する。
勲章
『1999』に登場。基本的に金塊と同じだが、こちらは2,000点（正面を向いて白く光った瞬間）の勲章を連続で取得していくことで、さらに200点のボーナスが得られる「チェインボーナス」が存在する。このシステムは元々前年の同社開発シューティングゲーム『ガンバードII』に採用されたものだが、前者に比べて本作のボーナス点は低く抑えられている。

### プレイヤー評価
ゲームオーバー時に、プレイヤーに対する14段階の評価がされることが定番となっている。

## ストライカーズ1945
1995年稼働開始。総発売元は彩京。
1945年の第二次世界大戦終結後のストーリーで、実戦配備に至らなかった新型兵器を駆使して全世界を内側より転覆させんとする謎の秘密組織CANY（キャニー）との闘いを描いている。しかし先述の通り、ステージ6ではロケットによる加速を経て大気圏を飛び出して宇宙へ行き、ステージ7では月面基地と思われる拠点を攻撃、そして最終ステージでは蟹の姿をしたロボットと交戦することとなる。なお、CANYの正体は単なる秘密組織ではなく、地球人の脳に寄生する（極悪）宇宙人であるとされている。
プロデューサーの安河内は、プレイヤーの間口を広げるため、第二次世界大戦で活躍した戦闘機を用いたシューティングゲームを作ることを考えたと電撃オンラインとのインタビューの中で話している。
また、本作の開発に当たっては、アーケードゲームとして長く遊べるようにするという方針が立てられており、金塊ボーナスといったやりこみ要素も用意された。

### 登場戦闘機
P-38ライトニング
- ショット：集中タイプ
- サブウェポン：ホーミングミサイル
- フォーメーションアタック：パラレルフォーメーション
- チャージ時間：0.5秒
- ボム：1トン爆弾

双胴戦闘機であるため、全機体中最も当たり判定が大きく、移動速度も若干遅い。サブウェポンは、初速は遅いものの敵を自動で追尾するミサイルである。フォーメーションアタックは子機を水平に並列させ、正面に集中攻撃を行う。全機体中で最も溜め時間が短くて済み、子機が増えるほど横幅が広くなる。ボムはその場で宙返りを行うと同時に目の前に爆弾を投下し、巨大な爆風を発生させる。発動時に無敵時間が存在するため使いやすいが、威力はあまり高くない。
P-51ムスタング
- ショット：拡散タイプ
- サブウェポン：連射ロケット弾
- フォーメーションアタック：シールドフォーメーション
- チャージ時間：1.5秒
- ボム：B29援護爆撃

防御・生存性に特化した機体。全体的に火力が不足気味であり、ボス戦では長期戦になりがち。ただしフォーメーションアタックは子機を円状に回転させ、低速で正面に発射するというもので、溜め時間が長く威力も低いもののフォーメーションアタックの中で唯一、敵弾をかき消すことが可能であるため、粘り強く守りを重視した戦法がメインとなる。ボムは画面下部より中型の爆撃機・B-29 スーパーフォートレスを2機呼び出し、画面広範囲に絨毯爆撃を仕掛ける。
スピットファイアMk.VII
- ショット：拡散タイプ
- サブウェポン：ヒートミサイル
- フォーメーションアタック：ワイドフォーメーション
- チャージ時間：0.6秒
- ボム：ファイヤーブレード

震電の次に速い機体。サブショットは敵機を貫通するほか、命中した際は減速して暫く留まり、連続でダメージを与え続けるという性質を持つ。通常ショットもワイドタイプで攻撃範囲を重視しているが、フォーメーションアタックは子機が自機の正面に固定された状態（つまり自機に合わせて子機も移動する）でV字に弾を発射するため非常に広い範囲を掃射でき、また溜め時間も短めなため様々な状況に対応しやすい。サブショットが減速して画面上に長時間留まる性質を利用して、ショットを発射した直後に溜め撃ちを始めると、サブショットが画面上に残って攻撃をしている間に、溜め撃ちでの攻撃も開始できる。またボムであるファイヤーブレードは正面に自機を覆い尽くすほどの巨大なビーム状の炎を発射するグラフィックで、少々SFチックなものとなっている。発動中は自機の移動速度が遅くなる。全体的に扱いやすいため、初心者向けの機体。
メッサーシュミットBf109
- ショット：集中タイプ
- サブウェポン：サーチバルカン
- フォーメーションアタック：ドリルフォーメーション
- チャージ時間：0.9秒
- ボム：シュツーカ急降下爆撃隊

機体が小型であるため当たり判定が小さいという利点を持つが、移動速度そのものはあまり早くない。サブウェポンは敵機の方向へ自動で狙撃し、かつ通常ショットと同等の連射力を持つが、攻撃力は低い。逆にフォーメーションアタックは子機が密集・回転ながら正面に集中砲火を行うというもので、攻撃範囲は狭いものの火力が非常に高く、耐久力の高い敵に対して強力。子機は発動した位置に固定されるので、敵の出現する位置にあらかじめ設置しておくなど、戦略的な使い方も可能となっている。ボムは画面4隅から急降下爆撃機・Ju-87 シュトゥーカが出現し、画面広範囲に爆撃を仕掛けていくが、威力に難がある。
零式艦上戦闘機
- ショット：拡散タイプ
- サブウェポン：投下式小型爆弾
- フォーメーションアタック：ハンターフォーメーション
- チャージ時間：0.7秒
- ボム：ゴッドウインド

移動速度はP-38よりさらに縦移動が遅い。サブウェポンは徐々に減速しながら直進した後に爆風を発生させるというものだが、射程が短い上に直進後の爆風にしか攻撃判定が発生しないため命中させにくく使い辛いが、威力は非常に高い。フォーメーションアタックは子機が自動で敵機を追尾・密着し集中攻撃をするというもので、敵弾が多く接近しにくい状況においても安定した火力を発揮できるという利点を持つ。ボムは発動した瞬間に画面全体に暴風雨が吹き荒れるという非常にオカルトチックなグラフィックで、威力は低いが、発動・弾消しの効果時間は非常に長い。
震電J-7
- ショット：集中タイプ
- サブウェポン：大型ロケット弾
- フォーメーションアタック：アサルトフォーメーション
- チャージ時間：1.2秒
- ボム：真サムライソード

全機体中最速。全体的に火力が高い。サブウェポンは正面にロケット弾を発射する。フォーメーションアタックは子機が自機の正面や真横方向を攻撃するが、余程接近しない限りは威力が分散してしまうため、多数の敵機を相手にする場面では苦戦を強いられる。ボムは『戦国エース』におけるものとほぼ同じ性能で、自機が宙返りを行うと同時に、正面へ徐々に加速する自機を模った貫通力の高い衝撃波を発射する。攻撃範囲は非常に狭いが、敵機との距離が近いほど威力が高くなるという性質を持つため、密着して発動すればボスをも一撃で破壊することが可能であり、キャッチコピーにおける「一撃必殺」の名に恥じない驚異的な威力を誇る。しかし、敵機との距離が離れるにつれて威力が大幅に低下してしまうため、遠距離ではほとんどダメージを与えることができない。

### パイロット
本作でプレイヤーが使用できる機体には全てパイロットの設定が存在する。「全世界より選りすぐりの名戦闘機とそのパイロットを招集した」という設定だが、6名のうち5名は女性であり階級保持者は1人だけである。
パイロットの姿は全8ステージクリア後のエンディングで、ご褒美グラフィックとして登場する。グラフィックはプレイ内容に応じた評価によって3種類に変化する。
このうち、コンティニュー有りでオールクリアした場合はLEVEL1の評価で、フライトスーツを着たパイロットのグラフィックが表示される。コンティニューなしでオールクリアした場合はLEVEL2の評価で、この時のグラフィックはキャラクターの素顔が見える。
LEVEL2の条件に加え、全ステージの評価で金の勲章を取得した場合はLEVEL3と評価され、フライトジャケットを脱いだセミヌード姿のキャラクターが登場する。このグラフィックはキャラクターによって異なり、例えばシンディはハイレグビキニ姿であるのに対し、あいん左右衛門は褌一丁で登場する。ただし、このグラフィックが見られるのはアーケード版のみであり、家庭用移植版では削除されている（シンディはトップスの露出度が減り、あいん左右衛門は変更なし）。

#### プロフィール
出典は『ゲーメスト』No.151（1995年9月30日号）より。
シンディ ボルトン（P-38ライトニング）
- 年齢：23歳
- 身長：180cm
- スリーサイズ：138/59/98

"電光石火（ザ・ライトニング）"の異名を持つ腕利きパイロット。秘密部隊ストライカーズの実質的なリーダーだが、いつも勢いだけで行動する。
ティナ プライズ（P-51ムスタング）
- 年齢：21歳
- 身長：175cm
- スリーサイズ：96/58/85

ネイティブアメリカンの少女。自然を愛し、嘘のつけない性格。
アリス ヘリング（スピットファイアMk.VII）
- 年齢：15歳
- 身長：152cm
- スリーサイズ：76/55/78

パイロットを輩出する家系に育ち、部隊最年少ながらIQ300の天才児であり、部隊内では"はかせ"と呼ばれている。
リーン バイラー（メッサーシュミットBf109）
- 年齢：19歳
- 身長：174cm
- スリーサイズ：89/56/89

ヒトラーユーゲント出身で、骨の髄までナチスに心酔している少女。常に単独行動を好む、通称"黒の猟鳥（シュヴァルツヴィルト）"の凄腕パイロット。自殺願望がある。
御神 愛（零式艦上戦闘機）
年齢：17歳
身長：163cm
スリーサイズ：93/59/88
戦争終結を切実に願う、日本最強の国防少女。強靭な精神力の持ち主で、竹槍で爆撃機を撃墜したという経歴がある。本職は巫女。
魁 あいん左右衛門（震電J-7）
- 年齢：28歳
- 身長：208cm
- スリーサイズ：計測不能

ストライカーズにおいて唯一の男性であると同時に、唯一の階級保持者（中佐）。代々同性愛の家系だが、なぜか血族が絶えない謎の一族出身。なお、英語をしゃべることができない。

### ボス
前半ランダムステージ
大和級戦艦 紀伊（SUPER BATTLESHIP KII）
史実の大和型戦艦に準じた形状の、日本軍の巨大戦艦。三番主砲塔がロボットに変形する。『PLUS』ではグラーフ・ツェッペリンの代わりに横向きの状態で登場、こちらは全翼機形態と人型形態を持つロボットを艦内に格納している。
地上戦艦 ドーラマスカー（GROUND BATTLESHIP DORAMASCHER）
通常の戦車の十数倍の巨体を持つドイツ軍の超大型戦車。砲塔部分がロボットに変形する。
空中要塞 XFB-1（AIR FORTRESS XFB-1）
YB-49を更に大型化させたようなアメリカ軍の巨大全翼機。一部のパーツを切り離した後に本体がロボットに変形する。『Ⅱ』ではステージ7の中ボスとして「CANY1」という名で登場し、そちらは外見のデザインが少し変わっている。
飛行戦艦 ハバロフスク（FLYING BATTLESHIP KHABAROVSK）
艦載機の発着機構を持つソビエト軍の巨大飛行船。艦首部分がロボットに変形する。こちらも『Ⅱ』でステージ7の中ボスとして「CANY2」という名で登場している。
5面
ミサイル発射基地 サムソン（ROCKET BASE SAMSON）
密林の中に築かれた巨大要塞。その名の通りに複数の弾道ミサイルが格納されている。レール上を走る防衛システムがロボットに変形する。
6面
UFOロボ ガラムマサラー（?）
サムソンから発射されたものと思われるミサイルを追撃した先で遭遇するロボット。その名の通りに円盤形態から人型に変形する。
7面
以下の三体のうちいずれかが登場する。
凶悪宇宙獣 追憶のタネガシマ（?）
甲殻類型の宇宙怪獣で、サソリのような姿からカニのような姿へと変化する。
可変爆撃機 男色のバラス（?）
ロボット形態から全翼機形態への変形機構を有する爆撃機。
強襲着陸艇 狂乱のマッチャ（?）
4つのエンジンでホバー飛行する宇宙艇。中央部は分離する事が可能。
8面
最終防御装置 メカ・キャニー（?）
CANYの最終兵器。本体は発光体で、カニ型のロボットに始まり、巨大カニ、巨大ガザミ、発光体などへと形態を変化させていく。

### 移植
- セガサターン版 - 1996年6月28日 アトラスから発売。
- PlayStation版 - 1996年7月19日 アトラスから発売。
- PlayStation 2版 - 『彩京シューティングコレクションVol.1 STRIKERS1945 I&II』 2004年8月5日 タイトーから発売。2005年7月14日には廉価版が発売されている。
- Nintendo Switch版 - 2017年8月3日 ゼロディブから『ストライカーズ1945 for Nintendo Switch』のタイトルで配信。便宜上、移植の節に記載しているが、原典を元にしてNintendo Switch用に（最適化して）作り直した作品であると公表されている[5]。また、2019年7月25日発売の『彩京 SHOOTING LIBRARY Vol.1』にも収録されている（内容はダウンロード版と同一[6][7]）。発売元はシティコネクション。
- Steam版 - 2020年4月30日 シティコネクションから発売[8][9][10]。表現内容は家庭版に準拠している[3]。
- PlayStation 4版 - 2022年6月30日 パッケージソフト『彩京 SHOOTING LIBRARY Vol.1』に収録。また、同日には単品版のダウンロード販売もなされている。発売元はシティコネクション[11][12]。
- Xbox One版 - 2022年6月30日 単品ダウンロードソフトとしてシティコネクションから発売[11][12]。

このほかにも、本作は複数の韓国企業からスマートフォン向けタイトルが配信されている。
このような状況になった理由として、4Gamer.netの早苗月ハンバーグ食べ男は、韓国において彩京の人気が高いからだろうと推測している。

## ストライカーズ1945II

### 概要
前作『ストライカーズ1945』の続編。
バックストーリーは公式HPによると「世界はまだ本当の平和を手に入れていなかった。連合国特殊部隊ストライカーズに新たな指令が下された」としか紹介されていない。
フォーメーションアタックとボムが廃止され、それぞれが新たにスーパーショットとサポートアタックに変更された。難易度は前作より若干低くなっている。

### 登場戦闘機
P-38ライトニング
- ショット：集中タイプ
- サブウェポン：ホーミングミサイル
- スーパーショット：II型装備ミサイル
- サポートアタック：ムスタング攻撃編隊

ほぼ前作と同じ性能。新たなスーパーショットは自機の左右からミサイル2発を正面に発射し、着弾すると爆風が拡散して周囲にダメージを与える。Lv.3ではがらりと性能が変化し、グラフィックが前作のボムに酷似した爆弾投下となり、その際は長時間にわたり敵弾をかき消し続ける巨大な爆風を発生させるようになる。サポートアタックは自機がその場で宙返りを行うと同時に画面下部より前作ではプレイアブル機体であった、P-51 ムスタングが5機出現し、正面に援護射撃を行うが、小型の戦闘機の編隊であるがゆえに弾消しの効果範囲と耐久力に難がある。
F-5Uフライングパンケーキ
- ショット：拡散タイプ
- サブウェポン：サーチレーザー
- スーパーショット：バスターレーザー
- サポートアタック：B-35援護編隊

全機体中最速で当たり判定も小さいが、全体的な火力は低め。サブウェポンは貫通力が高く、自動で敵機を狙撃する。スーパーショットは正面に一定時間、高威力且つ貫通力の高いレーザーを発射する。Lv.1は正面から1本、Lv.2は左右から2本発射する。Lv.3では自機を覆い尽くすほどの極太レーザーとなり、敵弾をかき消すことが可能となる。比較的ゲージも溜まりやすい。サポートアタックは画面下部より横幅の広い全翼機・XB-35 フライング・ウイング2機が出現し、3方向への援護射撃と同時にその面積を活かして強力な盾となる。全体的に癖がなく扱いやすい。
フォッケウルフTa152
- ショット：集中タイプ
- サブウェポン：大型ロケット弾
- スーパーショット：プラズママイン
- サポートアタック：A9A10ロケット

前作のムスタングの性能を受け継ぐ防御型の機体。サブウェポンは一瞬停滞してから徐々に加速するロケット弾を発射し、着弾時に発生する爆風にも攻撃判定が存在する。前作の零戦の小型爆弾を扱いやすくした性能で、威力が高い。スーパーショットのプラズママインは、緩やかに加速する弾速の遅いプラズマ球を正面に発射するというもので、威力は低いものの敵弾をかき消す効果を持ち、上手く活用することでサポートアタックを使わずに激しい弾幕を乗り切れる。プラズマはレベルに応じて面積が大きく、弾速は遅くなり、その分長時間画面内に留まるようになる。しかしゲージの溜まる速度は全機体中最低であるため、使いどころを見極める必要がある。サポートアタックは自機がその場で宙返りを行うと同時に、画面下部より正面に巨大なロケット・A9A10を発射する。攻撃範囲が狭く攻撃時間も短いため盾としての効果は薄いが、威力・貫通力共に高い。全ての攻撃が正面のみに向けられているため攻撃範囲が狭く扱いにくいが、強力なサブウェポンを中心にムスタングよりも火力は高く設定されている。
キ84疾風
- ショット：拡散タイプ
- サブウェポン：秋水強行突撃
- スーパーショット：秋水集中砲火
- サポートアタック：富嶽援護射撃

サブウェポン、スーパーショットはそれぞれ前作における零戦のハンターフォーメーション、メッサーシュミットのドリルフォーメーションとほぼ同じ性能となっている。スーパーショットのLv.1は1機、Lv.2は2機、Lv.3は4機設置するが、Lv.2以降を使うよりもLv.1を画面内に複数設置したほうが攻撃効率が良い。サポートアタックは画面下部より超大型の爆撃機・富嶽が出現し、5方向に援護攻撃を行う。機体の面積が非常に大きく耐久力も高いため、盾としても非常に強力。自機は移動速度が速めで当たり判定もパンケーキに次いで小さく、通常ショットもワイドタイプで攻撃範囲が広く、サブウェポンやスーパーショットによる火力にも優れている上にゲージも溜まりやすいなど、性能が非常に高水準であり、全機体中最も扱いやすいため初心者向けといえる。
震電
- ショット：集中タイプ
- サブウェポン：ヒートミサイル
- スーパーショット：九八式サムライソード
- サポートアタック：流星改急降下爆撃隊

サブウェポンは前作とは異なり、ヒートミサイルがスピットファイアから継承されている。サムライソードはボムからスーパーショットに変更されたため多用できるようになっているが、ゲージはやや溜まりにくい。Lv.3が前作準拠の性能にあたり、Lv.1、2は威力が低く宙返りモーション（無敵時間）が無い弱体化バージョンとなっている。とはいえLv.1でも中型機などを処理するには十分な威力を持っており、密着発動ならさらに高威力を期待できる（特にLv.3はボスをも一撃で破壊することが可能）。サポートアタックはその場で自機が宙返りを行うと同時に画面下部から援護機である急降下爆撃機・流星改の一次部隊6機が急降下爆撃を仕掛け、画面内の敵弾をかき消しながら飛び去った後、更に画面下部より二次部隊6機が出現し、正面に援護射撃を行うという2段構成の攻撃となっている。発動時間が長いため、緊急回避手段としての性能は優秀である。
DH98モスキート
- ショット：拡散タイプ
- サブウェポン：連射ロケット弾
- スーパーショット：ロイヤルナパーム
- サポートアタック：モスキート攻撃部隊

史実では、第二次世界大戦当時としては珍しい木製機であった。最も移動速度が遅い機体であり、当たり判定も大きいという欠点を持つが、それを補って余りあるほどの高い火力を誇る。サブウェポンは徐々に加速するロケット弾を2発同時に発射する。威力が高く連射も利くため、接近戦で強力な武器となる。スーパーショットは前方へ波状に進む爆風を連続で発生させるというもので、発生は遅いものの威力が非常に高い。Lv.1は弾速の遅い1発を、Lv.2以降は弾速の速い2発を交差させるように投下する。特にLv.3ならば他機のような弾消し効果こそ無いが、至近距離のサムライソードに次ぐ破格の威力を誇り、当たり具合によってはボスを一撃で撃破することも可能。サポートアタックは画面下部から色違いの同型機の一次部隊3機が高高度から爆撃を仕掛け、瞬時に画面内の敵弾をかき消しながら飛び去った後、更に画面下部より二次部隊5機が出現し、正面に援護射撃を行うという震電と同様に2段構成の攻撃となっている。

### ボス
前半ランダムステージ
零式大型飛行艇 須弥（Huge Flying Boat SYUMI Type0）
三胴八発の超大型飛行艇。遭遇位置は日本の宇治群島沖。日本海軍の機体と思われる。胴体部分がロボットに変形する。
超弩級空母 グラーフ・ツェッペリン（Super Carrier GRAF ZEPPELIN）
ドイツ海軍の大型空母。位置はグリーンランド南西岸沖のデーヴィス海峡。実在したグラーフ・ツェッペリンとは異なり、飛行甲板やエレベーター内に砲塔を装備しているなどと航空戦艦に近い。艦後部がロボットに変形する。
空中戦艦 アイアンカスケット（Battle Air Ship IRON CASKET）
飛行船型の空中戦艦。位置はフランス南東部のアルプス山脈地帯。形状はハバロフスクに似ているが、より重装備。艦首がロボットに変形するほか、トリープフリューゲルを艦載している。
装甲列車 ゴライアス（Armored Train GLIATH）
複線線路を占有するほどの巨体を持つ装甲列車。位置は米国アリゾナ州のグランドキャニオン。車体後部がロボットに変形するが、こちらも線路上以外は走行できない模様。
5面
巨砲要塞 ロンメル（Fortress ROMMEL）
大小様々な列車砲を有する巨大要塞。位置はアフリカ南部のナミビア。内部には大型の六脚歩行のサソリ型ロボットが格納されている。
6面
巨大潜水艦 クロスシンカー（Gigantic Submarine CROSS SINKER）
船体自体が巨大ロボットに変形する大型潜水艦。この面から8面までの位置はブラジルのアマゾン盆地。ロボット形態以外に、艦の左右にフロートを展開した三胴艦形態を取る事もできる。
7面
特殊戦車 ブロック・エイド（????? BLOCK・ADE）
砲塔に一対のロボットアームを有する、特異な形状の大型戦車。撃破後にコア部分を抽出し、大型武装が施された人型の四肢に換装するが、こちらも「ブロック・エイド」に含まれるのかは不明。
8面
生物兵器 F・G・R（????? ?????）
登場当初は装甲で覆われており一見機械に見えるが、パイプのついた球体状の形態からハサミのついた六脚ロボットへと変形した後に外装を破壊されると、本体である醜悪な生物兵器が現れる。

### 移植
- セガサターン版 - 1998年10月22日 彩京から発売。
- PlayStation版 - 1998年10月22日 彩京から発売。2000年9月28日にはサクセスから廉価版が発売された。
- PlayStation 2版（彩京シューティングコレクションVol.1 STRIKERS1945 I&II） - 2004年8月5日 タイトーから発売。2005年7月14日は廉価版が発売されている。
- PlayStation Portable版・PlayStation 3版 - ゲームアーカイブスのソフトとして、PlayStation Storeにて2011年8月10日にガンホー・オンライン・エンターテイメントよりダウンロード販売が開始された。内容は、1998年10月22日に彩京から発売されたPlayStation版と基本的に同一のものとなっている。
- Nintendo Switch - 2018年1月25日 ゼロディブから『ストライカーズ1945II for Nintendo Switch』のタイトルで配信。また、2019年7月25日発売の『彩京 SHOOTING LIBRARY Vol.1』にも収録されている（内容はダウンロード版と同一[6][7]）。発売元はシティコネクション。
- Steam版 - 2020年5月29日 シティコネクションから発売。Nintendo Switch版をベースにしている[13][14]。
- PlayStation 4版 - 2022年6月30日 パッケージソフト『彩京 SHOOTING LIBRARY Vol.1』に収録[11][12]。また、同年7月14日には単品版のダウンロード販売もなされた[15]。発売元はシティコネクション。
- Xbox One版 - 2022年7月14日 単品ダウンロードソフトとしてシティコネクションから発売[15]。

### 評価
本作は多くで好評を博した。SS版はセガサターンマガジンでは8、8、9の25点（平均8.33点）。レビュアーは「往年のシューターは心震わせる本物のシューティング」「爽快感が凄い」「7段階の難易度設定があってコンティニュー無限、アドバイスもくれうようにもできるのは幅広い人が遊べる」「登場機の実際のデータとゲーム内の性能の解説機能があるのは○」「ナレーションが渋くてかっこいい」「ランダムステージや豊富な機体のおかげで楽しくて飽きない」「移植にあたって弾の避け易さが調整されている細かな配慮は◎」とした他、1面1面が短い、ボス機体が変形すると個性が減る、些細な点ではあるが一部にある処理落ちを挙げ、SS版オリジナルステージなど他にも新要素がほしかったとした。
PS版は電撃PlayStationDPSソフトレビューでは80、80の160点。前作同様自機の性能差にメリハリがあって機体を変えて何度もクリアしたくなる、きちんと攻略するには敵の攻撃を完全に覚える必要があるが難易度を下げれば初心者でも楽しめ上級者も満足、移植度が高い、スクロールがうまくまとまっている、登場機の詳しい説明を見られるPSオリジナルモードなどサービス精神旺盛、処理落ちもがあるが問題ない程度、各ステージが短めなでややボリューム不足に感じるが丁寧な出来で不満はなくクライマックスは前作より淡々としていて盛り上がりに欠けるがゲームはメーカーらしい面白さとした他「タメ撃ちは前作の方がよかったように感じるがレベルがあるため使いどころを考える奥深さはありますが…」とした。
フランスの雑誌Consoles +はSS、PS版両方とも88%のスコア、AC版は同国の雑誌Player Oneでも88％のスコアだった。
GameSpotではPS版が5.8/10のスコアでミゲル・ロペスはシューティングゲームファン向けだとした。IGNのデヴィッド・スミスも同様だったが、7.3/10のスコアで「good」を与えた。

## ストライカーズ1945PLUS

### 概要
『ストライカーズ1945II』のリメイク作品。Multi Video Systemとしてリリースされた。本来は海外向けの作品であり、作中に一切日本語表記がない。
MVSのため横画面になっているが、画面両横にスコアやスーパーショットの状況などが表示されているため、実質は縦画面と同様の感覚でプレイできる。また、弾速が全体的に低下しており、弾幕系シューティングに近くなっている。そして本作ではボスの外見、カラーが変わっている。
『初代』から約4ヶ月後のストーリーで、アメリカ国防総省に封印されていたCANYのデータを持ち出して再び世界を混沌に陥れようとする組織F・G・Rが本作の敵。ストライカーズはCANYとの戦いの後は新兵器開発実験部隊に所属していた。

### 登場戦闘機
P-38ライトニング
- ショット：集中タイプ
- サブウェポン：ホーミングミサイル
- スーパーショット：ジャスティスアタック（最大ストック数：4）
- サポートアタック：ムスタング攻撃編隊

基本的に旧作準拠の性能だが、前作からスーパーショットが変更され、『ガンバードII』のバルピロのような高威力の近接攻撃となった。また、サポートアタック発動時に宙返りを行わなくなったため、回避性能が弱くなっている。
F-5Uフライングパンケーキ
- ショット：拡散タイプ
- サブウェポン：サーチレーザー
- スーパーショット：バスターレーザー（最大ストック数：3）
- サポートアタック：フライングウィング

前作とほぼ同じ性能。本作では唯一の拡散ショットタイプである。スーパーショットは前作のLv.2に相当する機体左右からのレーザーが発射される。サポートアタックは名称と性能が若干変更され、援護機が画面左右の自機に近い方の片側、つまり1機しか出現しなくなったため大幅に弱体化している。
スピットファイア
- ショット：集中タイプ
- サブウェポン：連射ロケット弾
- スーパーショット：ロイヤルナパーム改（最大ストック数：5）
- サポートアタック：モスキート攻撃部隊

外見上は『初代』と同じスピットファイアだが、速めの移動速度と集中ショットを除き、性能は同じイギリス機である前作のモスキートに準拠している。
フォッケウルフTa152
- ショット：集中タイプ
- サブウェポン：大型ロケット弾
- スーパーショット：プラズママイン（最大ストック数：3）
- サポートアタック：A9/A10ロケット

前作とほぼ同じ性能で、スーパーショットは前作のLv.2に相当する弾消し効果の球を発射。また、ライトニング同様、サポートアタック発動時の宙返りを行わなくなったため、回避能力は弱体化している。
零式艦上戦闘機52型
- ショット：集中タイプ
- サブウェポン：ロケットランチャー
- スーパーショット：ゼロ式ミサイル（最大ストック数：2）
- サポートアタック：富嶽援護射撃

『初代』の同機から性能が一新された。通常ショットは集中タイプだが、サブウェポンが斜めに射出されるため広範囲をカバーできる。スーパーショットは正面にミサイルを発射し、着弾すると長時間巨大な爆風を発生させるというもので、ゲージが非常に溜まりにくいもののゲーム中最強の威力を誇る。サポートアタックは前作の疾風準拠の性能。
フィアットG.56
- ショット：集中タイプ
- サブウェポン：浮遊機雷
- スーパーショット：クラスタレーザー（最大ストック数：7）
- サポートアタック：ユンカース中型飛行機編隊

本シリーズ初登場の機体。史実のイタリア製戦闘機の登場は本作がシリーズ初であり、また現在でも唯一のものである。移動速度が遅く、サブウェポンの軌道が不安定なため火力に劣る。スーパーショットは垂直に一定時間残留するレーザーを設置するというもので、ゲージの溜まる速度が非常に早いため、こちらをメインに戦っていくことになる。サポートアタックは自機の周囲に中型の援護機が出現し援護攻撃を行うというもので、自機に合わせてある程度移動するという特徴を持つ。
P55 アセンダー
- ショット：集中タイプ
- サブウェポン：ヒートミサイル
- スーパーショット：サーチブーメラン（最大ストック数：9）
- サポートアタック：B-36 ピースメーカー援護爆撃

隠し機体。性能は外見的にも似ている震電に近い。スーパーショットは一定時間敵を自動追尾しながら画面内を動き回るブーメランのような物体を射出する。サポートアタックは画面下部から大型機が出現し、画面広範囲に爆撃を仕掛けていくものだが、画面に留まる時間は短い。

### 移植
本作は、家庭用ネオジオに移植されることはなく、それ以外の機種も長い間移植されていなかったが、2009年8月にPlayStation Portable版が発売された。
- PlayStation Portable版 - 2009年8月6日、アークシステムワークスから発売。グラフィックや色が違う場面（自機のショット、ボスの爆発パターンなど）がある、ボス戦のBGMがカットされている（そのまま通常ステージの曲が流れ続ける）、2人同時プレイ中に片方のプレイヤーがゲームオーバーになると、もう片方のプレイヤーも同時に強制的にゲームオーバーになる、オプション画面で難易度や残機の設定（ゲームスタート時の自機は2機で固定）が出来ないなど、移植度・完成度は低いものとなっている。
- PlayStation 4、Xbox One、Nintendo Switch版 - アケアカNEOGEOの1作品として、2018年10月18日にそれぞれのプラットフォームにて配信開始[23][24]。

## ストライカーズ1999

### 概要
タイトルこそ変化したが『ストライカーズ1945』シリーズの続編にあたる。海外版タイトルはそのまま『Strikers 1945 III』。
1945年の冬から54年後のストーリーで、今作では自機が従来のレシプロ機から現代で活躍するジェット戦闘機に交代した。今回の敵は謎の秘密組織ではなく宇宙より飛来した無数の超極小機械群「ナノマシン」である。
システムの基本部分は『II』から大きな変化はしていないが、スーパーショットの仕様が「ボタンを長押しして離した時に発射、ゲージは一定量減る」から「押し続けている間だけ発射、ゲージは時間に比例して減る」になり、スーパーショットのマネジメントには差異が見られる。その他、弾幕系シューティングの流行を受けて敵弾の数は増えており、なおかつ彩京の伝統的な高速弾も健在である。これに加えて、自機の当たり判定は胴体の一部のみと、さらに小さくなった。以上のような仕様変更により、前半面から難易度は非常に高くなってしまっているが、後述する「テクニカルボーナス」の存在によってリスクを取る代わりに攻略と高得点が容易になる設計となっている。

### テクニカルボーナス
対ボス戦においてボスが暫く攻撃を続けていると、一定時間「コア」と呼ばれる弱点を露出するタイミングが存在する。この時、ボスに至近距離まで接近するとコアが赤く変色し、そこにショットを撃ち込むとボスを一撃で破壊することが可能である。これに成功すると「テクニカルボーナス」として20,000点もの得点を獲得することができる。
コアを露出するタイミングは各ボス毎に決まっているが、その間もボスは弾幕を展開するため、テクニカルボーナスを確実に成功させるためには綿密なパターンを構築する必要がある。また、1周目後半〜2周目はコア露出のタイミングが非常に遅くなるため、ボスからの猛攻に対して長時間粘り続ける必要があり、本作の難易度を高める要因となった。
「自機の火力に関係なく、ボスを一撃で撃破できる」「20,000点ものボーナスを得ることにより、エクステンドが早まる」などの理由から、初心者に対しても実用性の高いシステムとなっている。

### 登場戦闘機
F/A-18 スーパーホーネット
- ショット：拡散タイプ
- サブウェポン：ホーミングミサイル
- スーパーショット：ラピッドミサイル
- ボム：スーパートマホーク

旧作のライトニングに相当する機体。この機体のみ、子機が4機も装備されている（ファントムIIを除く他の機体は2機）。デフォルト機の伝統に則り、全機体中で当たり判定が最も大きく、他の機体に比べて縦に長く設定されている。スーパーショットは前方にミサイルを連射する。ボムは威力・グラフィック共に『初代』のライトニングに準拠しているが、爆風は発動位置に関係なく、必ず画面中央に発生する。
F-117 ステルス（正式名称：ナイトホーク）
- ショット：拡散タイプ
- サブウェポン：ヒートマイン
- スーパーショット：ソニックウェイブ
- ボム：サンダーボルト

全体的に火力が高いが、サブウェポンの弾速が遅くスーパーショットの射程も短いため、売りである高い火力を発揮するには否が応にも接近戦を強いられる。また、それに加えて自機の移動速度も遅いため、上級者向けの機体である。ボムはその場で宙返りを行うと同時に、画面全体に電撃を放出する。
F-4 ファントムII
- ショット：拡散タイプ
- サブウェポン：ロールナパーム
- スーパーショット：クロスナパーム
- ボム：サムライソード '99

火力・移動速度に優れるが、攻撃範囲に難のある機体。サブウェポンは威力が高く連射も利くものの射程制限がある。スーパーショットは『II』『PLUS』におけるロイヤルナパームとほぼ同性能となっている。再びボムとなったサムライソードは従来通り至近距離で発動することによって驚異的な威力を発揮するが、本作では一部のボスを一撃で撃破できなくなったほか、テクニカルボーナスの存在により出番は減少した。
尚、本機体のみ装備されている子機が1機のみである。
AV-8 ハリアー
- ショット：集中タイプ
- サブウェポン：ストレートミサイル
- スーパーショット：ハンターフォーメーション
- ボム：B52爆撃編隊

『初代』の零式艦上戦闘機に相当する機体。ただし本作ではスーパーショットのシステム上、使いどころを見極める必要がある。スーパーショットのハンターフォーメーションは、実機におけるアクティブレーダーホーミングミサイルのような感覚で使うことができる。デフォルトの機体の中では最も当たり判定が小さく、他の機体に比べて左右に1ドットずつ小さく設定されている。ボムは一瞬間をおいてから画面下部より大型機2機が高速で通過し、画面広範囲に絨毯爆撃を仕掛けていく。全機体中、唯一発動直後に自機が無敵状態にならないため、咄嗟の緊急回避手段としては扱いにくい。全般的に火力が強力であるため、ごり押しクリアにうってつけの機体である。
F-22 ラプター
- ショット：集中タイプ
- サブウェポン：バリオンレーザー
- スーパーショット：ツインスティンガー
- ボム：クラスターボム

デフォルトの機体としては最速だが、全体的に火力が低く、ボス戦では長期戦を強いられる。しかしサブウェポン・スーパーショット共に貫通力が高く、縦方向に敵が密集している状況ならば強力。ボムはその場で側面宙返りを行うと同時に現実世界でいうクラスター爆弾を投下し、着弾と同時に小さな爆風を大量に拡散させて画面広範囲を攻撃する。
X-36
- ショット：集中タイプ
- サブウェポン：バリアブルレーザー
- スーパーショット：スパイラルレーザー
- ボム：メガスマッシャー

隠し機体。この機体のみ子機が存在しないため、スーパーショットは自機から強力なレーザーを直接発射する形となる。最大の特徴として可変機能を有しており、スーパーショット・ボム発動時には「ウォーロイド形態」と呼ばれるロボットに変形する。性能は旧作におけるパンケーキの火力を強化したようなもので、全体的に高性能であるため非常にお手軽なプレイができる。ボムは変形しながらその場で高高度へ飛び上がった後、ダンクシュートの要領でマニピュレーター（「腕」部分）からエネルギー弾を放ち、目の前に巨大な爆風を発生させる。攻撃判定の発生は遅く威力も低めだが、発動直後から爆風を放つまで無敵状態であるため緊急回避策としては優秀で、なおかつその間は低速だが任意の方向への移動も可能となっている。

### ボス
前半ランダムステージ
要撃用ティルトローター スペクター（SPECTER）
アメリカに出現する攻撃ヘリコプターに似た形状を持つ、双胴の大型ティルトローター機。胴体部がクワガタ型のロボットに変形する。
制圧単軌要塞 タナトス（THANATOS）
オーストラリアに出現する複線線路を占有する巨大装甲列車。3両編成で、先頭車両内部にカマキリ型のロボットを格納している。
ステルス強襲揚陸艦 スパイクアーム（SPIKE ARM）
日本に出現するステルス性を持つ強襲揚陸用ホバークラフト。小型艇を艦載。アメンボ型のロボットに変形する。
原子力戦車 グランドスケーター（GROUND SKATER）
ロシアに出現する核動力の超巨大戦車。砲塔内部にクモ型のロボットを格納している。
5面
高々度超重爆撃機 グリーンベンダー（GREEN BENDER）
大型の戦略爆撃機。胴体部がコノハムシ型のロボットに変形する。
6面
重攻撃衛星 クロスブレイド（CROSS BLADE） /気象衛星 ジオバイト（GEO-BITE）
大型の攻撃衛星。どちらか一体が登場し、クロスブレイドはハエ型のロボット二体に分離変形、ジオバイトはカ型のロボットに変形する。
7面
次元潜航戦艦 シャドーブラインダー（SHADOW BLINDER）
異次元空間を航行するフンコロガシ型の宇宙戦艦。
ボスが変形するギミックが定番の彩京のシューティングゲームのボスとしては珍しく、変形機構を持たずに最初からロボット形態で登場するボスである。
その為、自機のパワーアップ状態や武装によっては、出現した直後に撃破する事も可能である。
8面
未確認生命体 カオスクイーン（CHAOS QUEEN）
ハチ型の巨大生命体。当初はサナギの状態で登場し、体色などの異なる二種類のハチ型形態をとった後に赤い肉塊のような最終形態となる。

### 移植
- Google Play版 - 2015年3月に配信。
- Nintendo Switch版 - シティコネクションより2019年7月25日に発売されたパッケージソフト『彩京 SHOOTING LIBRARY Vol.1』に収録されたほか、後にダウンロードソフトとして2019年8月29日に単品で配信された(パッケージ版とダウンロード版の内容は同一[6][7])
- Steam版 - 2020年6月30日にシティコネクションより配信開始[25][26]。
- PlayStation 4版 - 2022年6月30日にパッケージソフト『彩京 SHOOTING LIBRARY Vol.1』に収録[11][12]。また、同年7月14日には単品版のダウンロード販売もなされた[15]。発売元はシティコネクション。
- Xbox One版 - 2022年7月14日に単品ダウンロードソフトとしてシティコネクションから発売[15]。